# Лучанська волость (Лохвицький повіт)
Лучанська волость — адміністративно-територіальна одиниця Лохвицького повіту Полтавської губернії з центром у селі Лука.
Станом на 1885 рік — складалася з 5 поселень, 14 сільських громад. Населення — 6708 осіб (3277 чоловічої статі та 3431 — жіночої), ? дворових господарств.
|                     | Площа, десятин | У тому числі орної, десятин |
| ------------------- | -------------- | --------------------------- |
| Сільських громад    | 6629           | 5153                        |
| Приватної власності | 4612           | 2934                        |
| Іншої власності     | 84             | 74                          |
| Загалом             | 11325          | 8161                        |

Основні поселення волості:
- Лука — колишнє державне та власницьке село при річці Сула за 12 верст від повітового міста, 2602 особи, 429 дворів, православна церква, школа, лікарня, 3 постоялих будинки, базари по четвергах, 2 ярмарки, 4 кузні, 22 вітряних млини, 7 маслобійних заводів.
- Бріси — колишнє державне та власницьке село при річці Сула, 584 особи, 112 дворів, православна церква, 2 постоялих будинки, кузня, 4 вітряних млини.
- Білогорілка — колишнє власницьке село при річці Сула, 1886 осіб, 325 дворів, православна церква, 2 постоялих будинки, базари по суботах, 3 кузні, 28 вітряних млини, 5 маслобійних заводів.
- Гиряві Ісківці — колишнє державне та власницьке село при річці Сула, 1086 осіб, 194 двори, православна церква, школа, 2 постоялих будинки, 12 вітряних млинів, 2 маслобійних заводи.

Старшинами волості були:
- 1900 року козак Трофим Ігнатович Єна[2];
- 1904 року селянин Карпо Назарович Стеценко[3];
- 1913 року Трофим Ігнатович Єна[4];
- 1915 року Іван Карпович Єна[5].